# Селби, Хьюберт
Хьюберт Селби (англ. Hubert Selby Jr.; 23 июля 1928 — 26 апреля 2004) — американский писатель XX века. Его самые известные романы — «Последний поворот на Бруклин» (1964) и «Реквием по мечте» (1978) — исследуют миры нью-йоркского андеграунда. Оба романа были экранизированы, автор появился в маленьких ролях в каждом из фильмов. Селби писал о преступном мире, изображая его без прикрас. После выхода его первого романа в Великобритании в 1967 на Хьюберта Селби подали в суд за непристойность, а в Италии роман и вовсе был запрещён. В дополнение к своему писательскому труду, в течение 20 лет, он преподавал искусство креативного письма в университете Южной Калифорнии в Лос-Анджелесе, где он проживал с 1983 г.

## Молодость
Отец Хьюберта, Хьюберт Селби Старший, был моряком торгового флота и шахтёром на угольной шахте в Кентукки. После женитьбы он обосновался в Бруклине. Там в 1928 году у него родился Хьюберт Селби Младший. Он учился во многих школах штата Нью-Йорк, включая одну из самых престижных — школе Стюйвесанта. В этот период жизни Селби, бывший преданным фанатом бейсбольного клуба Chicago Cubs, получил прозвище «Cubby», которое осталось с ним на всю жизнь.
В 1943 году Селби Старший снова стал моряком торгового флота. Его сын Селби Младший бросил школу и в возрасте 15 лет подался в торговый флот.
В 1947 году во время плавания у Селби был диагностирован туберкулёз. Врачи предсказывали, что Селби не сможет прожить и года. Его сняли с судна в Бремене в Германии и ему пришлось вернуться обратно в Америку. Следующие три с половиной года Селби находился в госпитале Морской пехоты в Нью-Йорке.
Хьюберт Селби Младший проходил экспериментальное лечение с помощью стрептомицина, что впоследствии вызвало ряд тяжёлых осложнений. Во время операции, чтобы получить доступ к лёгким, хирурги удалили Селби несколько ребер. Одно из лёгких было полностью разрушено, и врачи удалили часть другого. Хирургическое вмешательство спасло Селби, но восстановление после лечения заняло около года. Всю оставшуюся жизнь он страдал от проблем со здоровьем. Помимо этого, после лечения у Селби появилась склонность к употреблению болеутоляющих и героина.

## Становление
В 1949 году Селби первый раз женился, но из-за отсутствия квалификации и трудового опыта, исключая службу во флоте, а также слабого здоровья, у него начались проблемы с поиском работы. Большую часть времени Селби проводил дома с дочерью, пока его жена работала в универмаге.
В последующие 10 лет Селби оставался прикованным к постели и часто находился на лечении из-за проблем с лёгкими. Врачи продолжали делать суровые прогнозы относительно его жизни, постоянно повторяя, что он, вероятно, не выживет. Но Селби отказывался сдаваться. Его друг детства, писатель Гилберт Соррентино, вдохновил Селби на занятие литературой. Неспособный зарабатывать на жизнь из-за слабого здоровья, Селби решил: «Я знаю алфавит, может быть, я смогу быть писателем».

Не имея формального опыта, Селби использовал свой сырой язык для повествования о суровом и жестоком мире, который был частью его молодости. Он писал: 
Я пишу отчасти на слух. Я слышу, а также чувствую и вижу, что пишу. Я всегда был очарован музыкой речи в Нью-Йорке.
Оригинальный текст (англ.)I write, in part, by ear. I hear, as well as feel and see, what I am writing. I have always been enamoured with the music of the speech in New York.
По стилю Селби также отличался от других писателей. Он не заботился о грамматике и пунктуации. Однако следует отметить, что творчество Селби внутренне целостно: он использовал в большинстве своих работ одинаковые приёмы. Он часто делал абзацные отступы, просто оставляя пустую строку в конце абзаца. Подобно «стихийной прозе» Джека Керуака, произведения Селби часто писались быстро как поток сознания, и, чтобы облегчить это, он заменял апострофы на символ «/» из-за того, что на его печатной машинке этот символ был расположен ближе и не прерывал набор. Он не пользовался кавычками, и диалог в его произведениях может состоять из целого абзаца без выделения говорящих лиц. Его проза обнажённа и груба.

## Раннее творчество
Опыт общения с портовыми грузчиками, бездомными, головорезами, сутенёрами, трансвеститами, проститутками, гомосексуалами, наркоманами и беднотой очень чётко отразился в самом известном произведении «Последний поворот на Бруклин». В 1958 году Селби начал работу над первой частью этого произведения, назвав её The Queen Is Dead. В то же время ему наконец везёт в поиске работы. Селби работал секретарём, заправщиком, независимым рекламным агентом, а по ночам после рабочего дня писал. За следующие шесть лет, по прошествии которых книга была издана, изначально короткий рассказ значительно разросся.
В 1961 году в журналах The Provincetown Review, Black Mountain Review и New Directions публикуется рассказ Tralala. В своей манере бессвязного повествования и грубых описаний Селби пишет о бессмысленом существовании, наполненном жестокостью, насилием и грабежами, а также о групповом изнасиловании проститутки. Селби быстро привлёк к себе негативное внимание многочисленных критиков. Его редактор[какой?] был арестован за продажу порнографической литературы несовершеннолетним. Публикация была признана судебными органами непристойной, но позже в ходе апелляции дело было закрыто.